# Vitalie Grușac
Vitalie Grușac, född 11 september 1977, är en moldavisk boxare som tog OS-brons i welterviktsboxning 2000 i Sydney. Han deltog även i welterviktsboxningen 2004 i Aten och återigen 2008 i Peking.

## Olympiska meriter

### Olympiska sommarspelen 2008
- Huvudartikel: Boxning vid olympiska sommarspelen 2008

| Tävlande       | Viktklass  | Sextondelsfinal      | Åttondelsfinal           | Kvartsfinal          | Semifinal            | Final                |
| Tävlande       | Viktklass  | Motståndare Resultat | Motståndare Resultat     | Motståndare Resultat | Motståndare Resultat | Motståndare Resultat |
| -------------- | ---------- | -------------------- | ------------------------ | -------------------- | -------------------- | -------------------- |
| Vitalie Grușac | Weltervikt | O'Mahony (AUS) W 7-2 | Särsekbajev (KAZ) L RSCI | Gick inte vidare     | Gick inte vidare     | Gick inte vidare     |